# Ribautia peruana
Ribautia peruana är en mångfotingart som först beskrevs av Karl Wilhelm Verhoeff 1941.  Ribautia peruana ingår i släktet Ribautia och familjen storjordkrypare. Inga underarter finns listade i Catalogue of Life.